# Сушів
Сушів (пол. Suszów) — село в Польщі, у гміні Телятин Томашівського повіту Люблінського воєводства. Населення — 160 осіб (2011).

## Історія
1691 року вперше згадується унійна церква в селі. У XIX столітті Сушів належав до греко-католицької парафії села Новосілки.
У 1921 році село входило до складу гміни Потуржин Томашівського повіту Люблінського воєводства Польської Республіки.
2 квітня 1944 року польські шовіністи вбили в селі 8 українців. У серпні 1944 року місцеві мешканці безуспішно зверталися до голови уряду УРСР Микити Хрущова з проханням включити село до складу УРСР, звернення підписало 304 осіб.
26-30 червня 1947 року під час операції «Вісла» польська армія виселила зі Сушова на щойно приєднані до Польщі північно-західні терени 103 українців.
У 1975—1998 роках село належало до Замойського воєводства.

## Населення
За офіційним переписом населення Польщі 10 вересня 1921 року в селі налічувалося 72 будинки та 379 мешканців, з них:
- 185 чоловіків та 194 жінки;
- 271 православний, 3 римо-католики, 12 юдеїв, 93 християни інших конфесій;
- 345 українців, 34 поляки.

Демографічна структура станом на 31 березня 2011 року:
|          | Загалом | Допрацездатний вік | Працездатний вік | Постпрацездатний вік |
| -------- | ------- | ------------------ | ---------------- | -------------------- |
| Чоловіки | 88      | 18                 | 65               | 5                    |
| Жінки    | 72      | 19                 | 39               | 14                   |
| Разом    | 160     | 37                 | 104              | 19                   |

## Особистості

### Народилися
- Євгенія Хитра — українська радянська діячка, депутатка Верховної Ради УРСР.